# Representación del desnudo

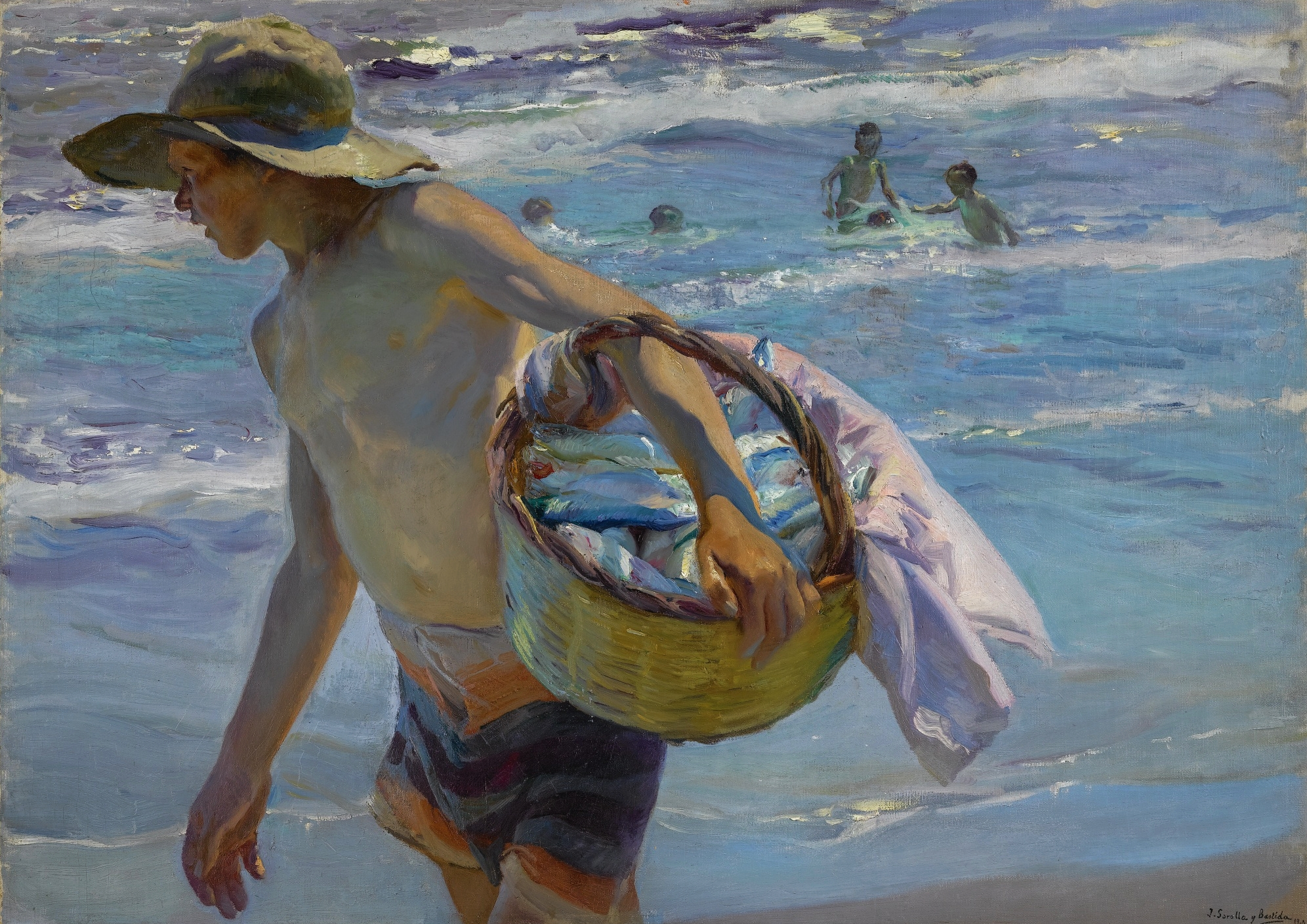
El pescador (1904), de Joaquín Sorolla.

La representación del desnudo se refiere a todas las representaciones del cuerpo humano desnudo en los medios visuales. Podemos sintetizar que en las sociedades actuales, los medios para la representación de la desnudez se dividen en información, arte y pornografía. La información incluye la medicina, el conocimiento científico o la educación. El arte tiene diversos soportes, ya sea pictórico, escultórico o cinematográfico. La pornografía se sitúa fuera del arte y de la información y suele estar reprimida por la ley, especialmente para menores de edad. Cualquier imagen ambigua que no encaje fácilmente en una de estas tres categorías puede malinterpretarse y dar lugar a disputas.

## Definiciones
Una representación se define como imagen o idea que sustituye a la realidad, según el DLE. Por eso, cualquier imagen o idea más o menos realista es una representación de otra realidad, una metáfora de la misma. 'Representación' es el sustantivo del verbo representar, es decir, que presenta una realidad próxima al cuerpo humano desnudo.

## Desnudez en el arte

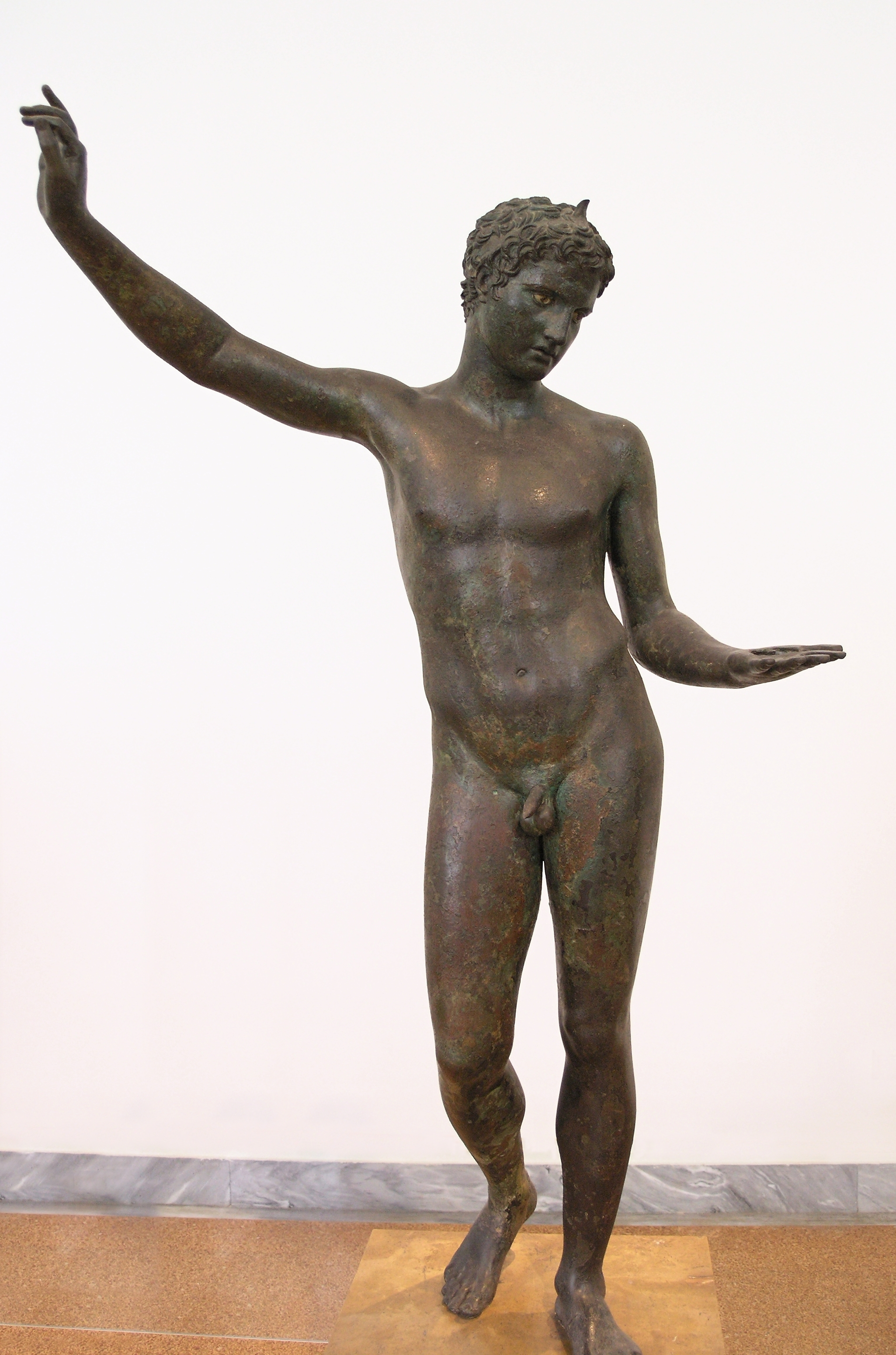
Efebo de Maratón, Museo Arqueológico Nacional de Atenas.
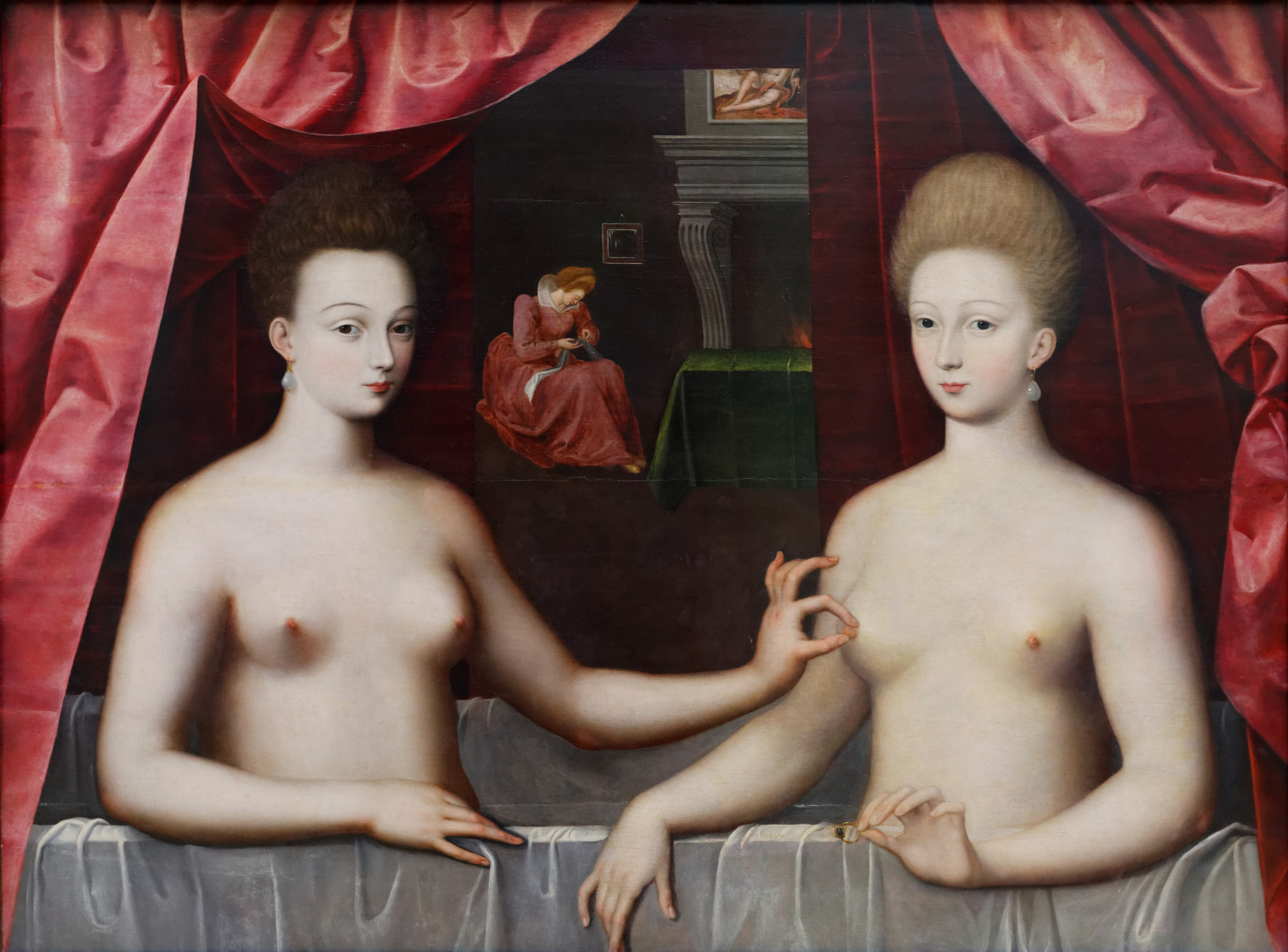
Gabrielle d'Estrées y una de sus hermanas (1594). Autor desconocido.
Rapto de las hijas de Leucipo, de Rubens.
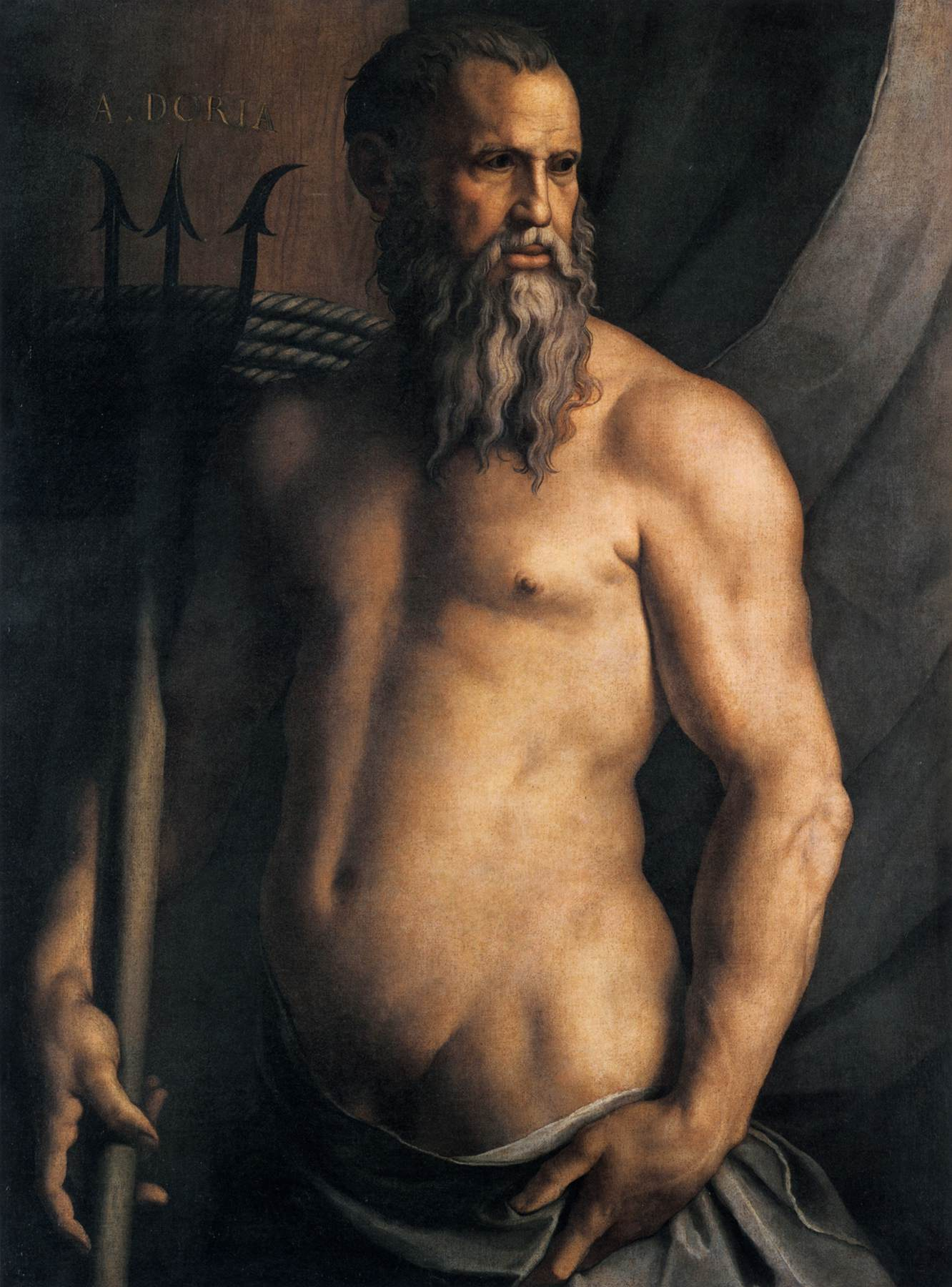
Andrea Doria como Neptuno, de Agnolo Bronzino.
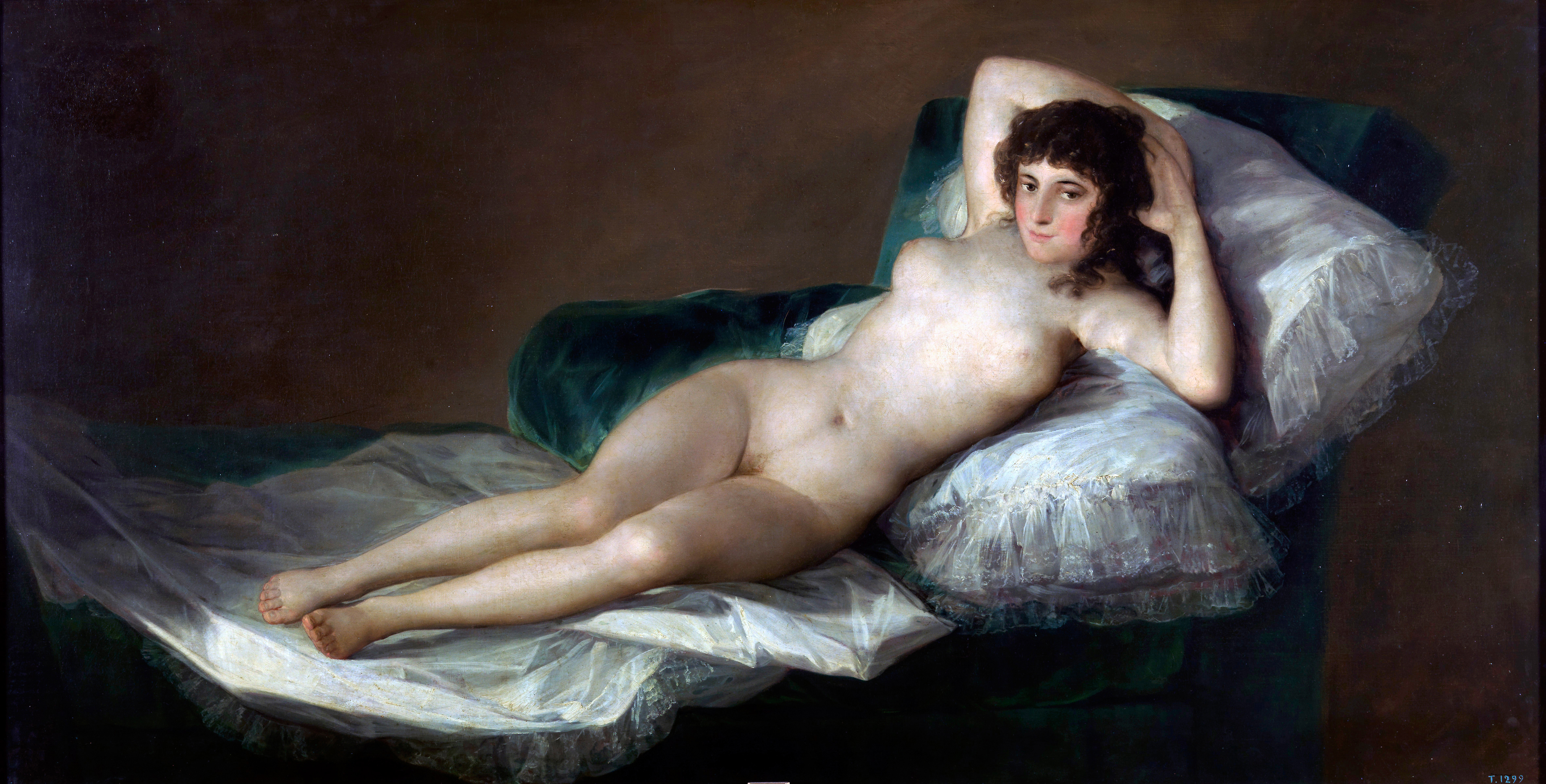
La maja desnuda (1797-1800), de Francisco Goya, Museo del Prado.
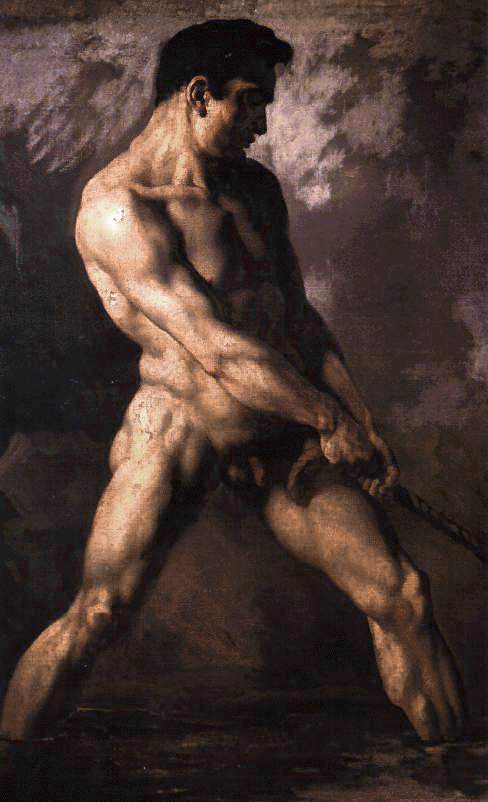
Estudio de desnudo masculino (c. 1820), de Théodore Géricault. Museo Bonnat de Bayona (Francia).
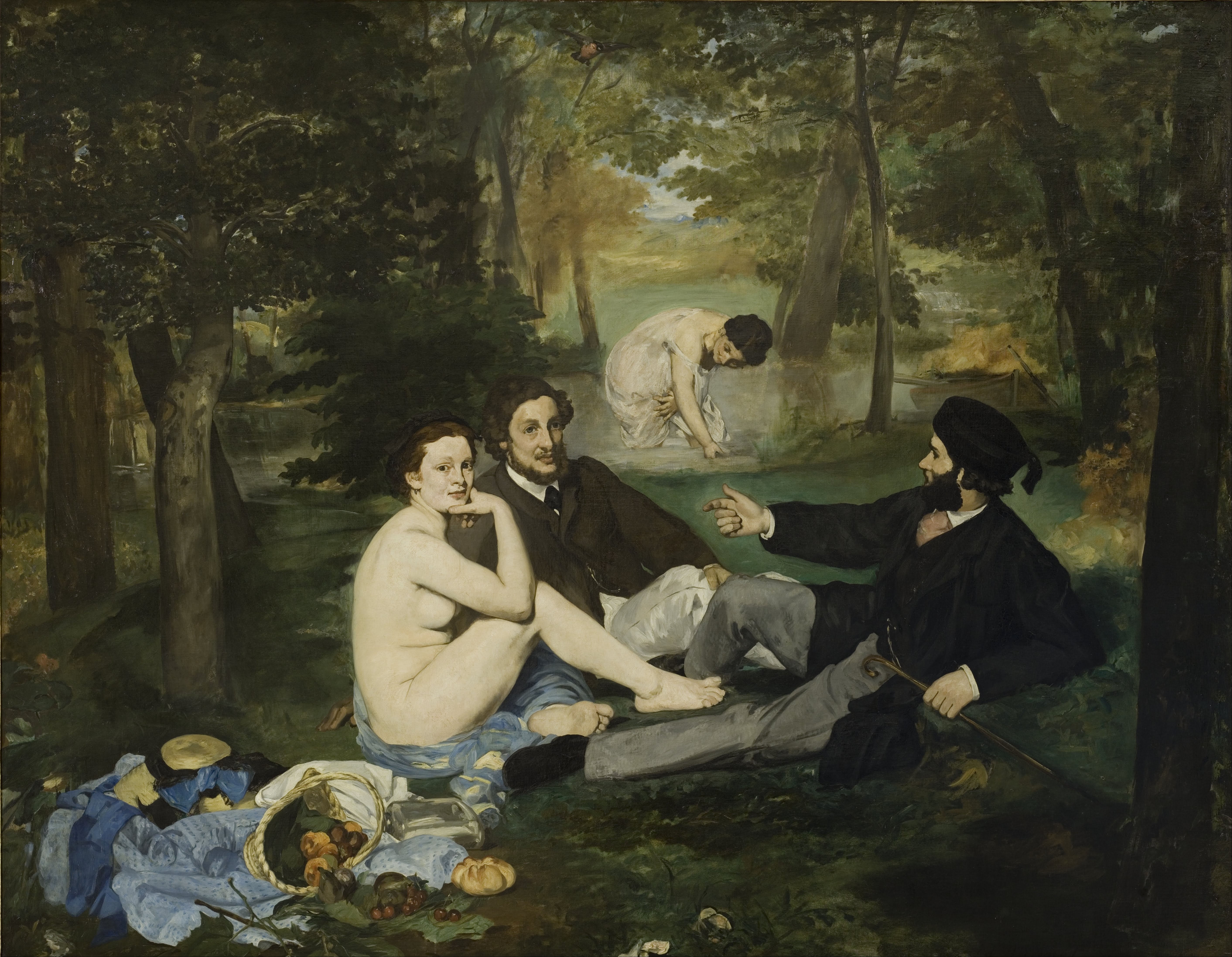
Le Déjeuner sur l'Herbe (1863), de Édouard Manet.
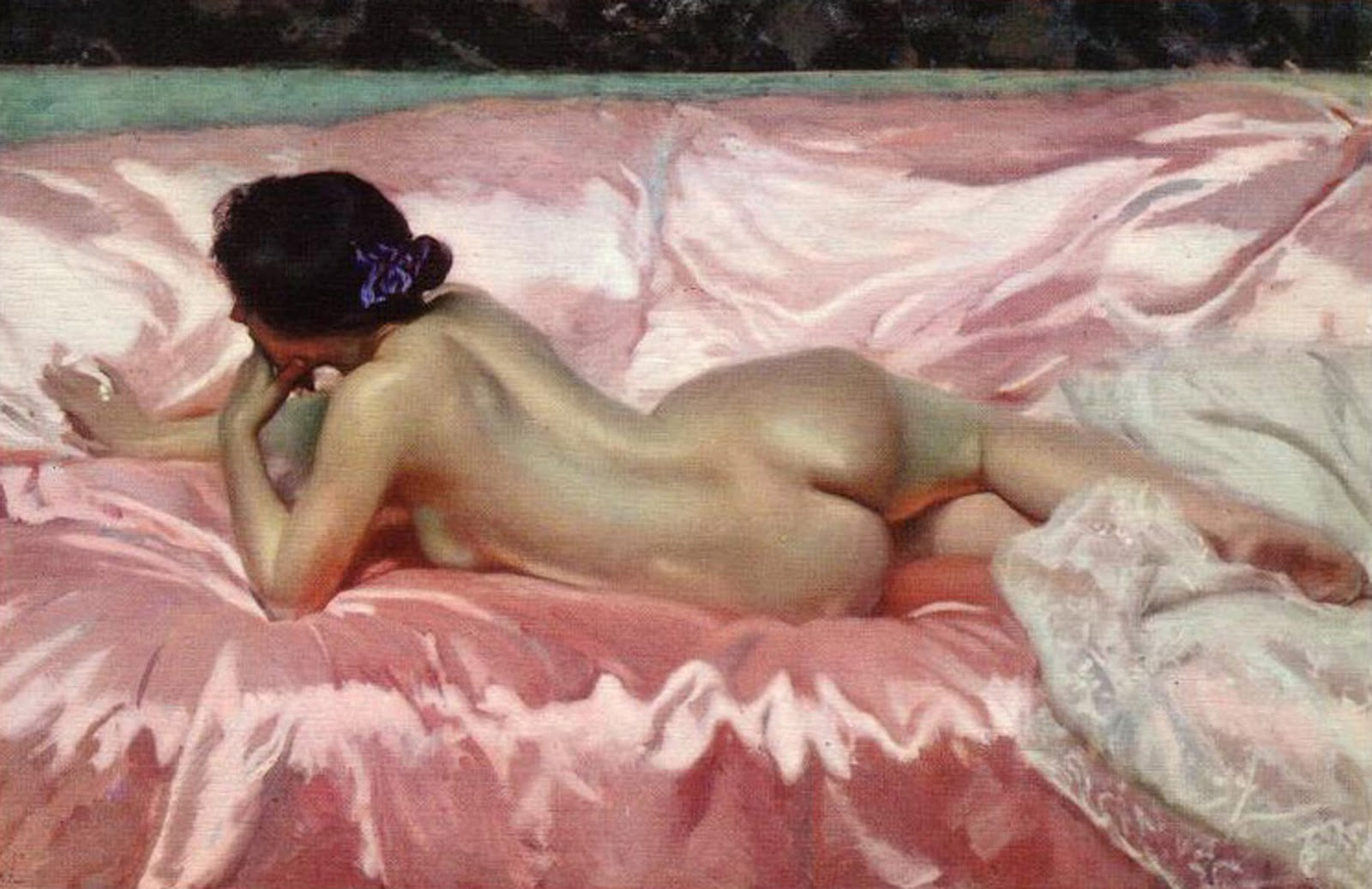
Desnudo de mujer (1902), de Joaquín Sorolla.
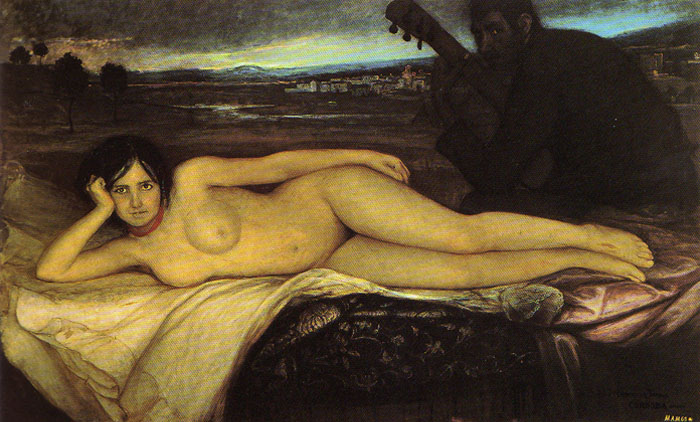
La musa gitana (1907), de Julio Romero de Torres.
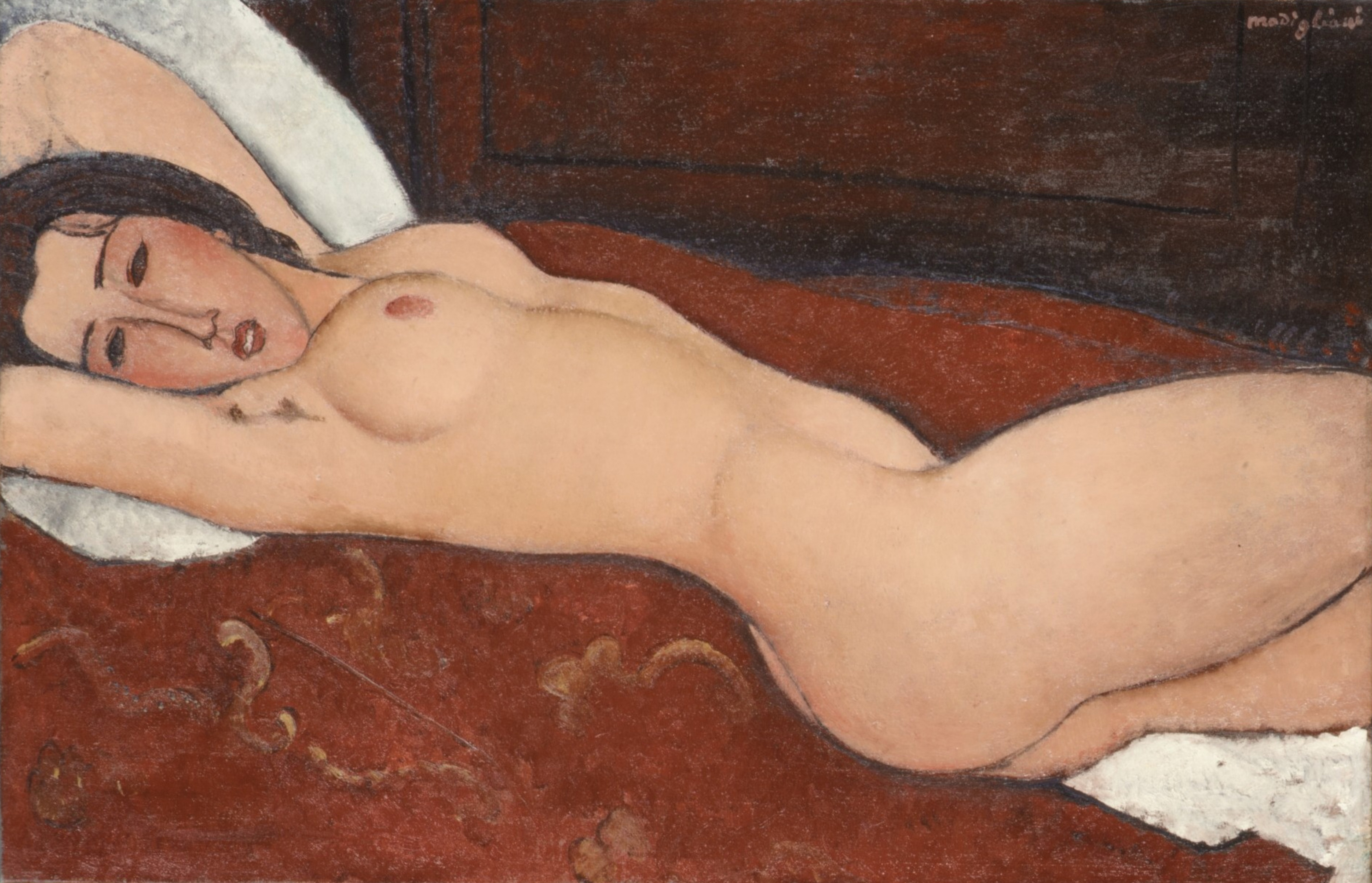
Desnudo inclinado, de Amedeo Modigliani, Metropolitan Museum of Art

La desnudez en el arte (pintura, escultura, fotografía, vídeo y cinematografía) generalmente ha reflejado los estándares sociales de la época en cuanto a estética y moralidad. En todo momento de la historia humana, el cuerpo humano ha sido uno de los temas principales para los artistas. Se ha representado en pinturas y estatuas desde la prehistoria. Los retratos y desnudos sin pretensiones de significado alegórico o mitológico fueron un género artístico bastante común durante todos los siglos. Algunos consideran La maja desnuda de Goya, pintada alrededor de 1800 y que provocó indignación en la sociedad española por la modelo pintada con y sin ropa, como "el primer desnudo femenino de tamaño natural totalmente profano en el arte occidental", pero las pinturas de mujeres desnudas no eran infrecuentes, especialmente las pinturas de amantes de reyes, duques y otros aristócratas y amantes y/o esposas de los artistas. La maja desnuda fue diferente en un solo sentido, se exhibió en una exposición de arte pública.
Con la expansión de la exhibición de desnudos en el arte más allá de las galerías tradicionales, algunas exhibiciones experimentan reacciones violentas de personas que equiparan todas las representaciones de desnudos con la sexualidad y, por lo tanto, son inapropiadas para que las vea el público en general.
Si la desnudez suele equipararse a fragilidad, el cuadro Andrea Doria como Neptuno de Bronzino no es una imagen frágil. Se le representa como un poderoso hombre viril, mostrando espíritu masculino, fuerza, vigor y poder. Los llamados "retratos alegóricos" de Bronzino, como el de este almirante genovés, son menos típicos, pero posiblemente más fascinantes por la peculiaridad de situar desnudo a una personalidad públicamente reconocida como figura mítica.

### Representación de la infancia

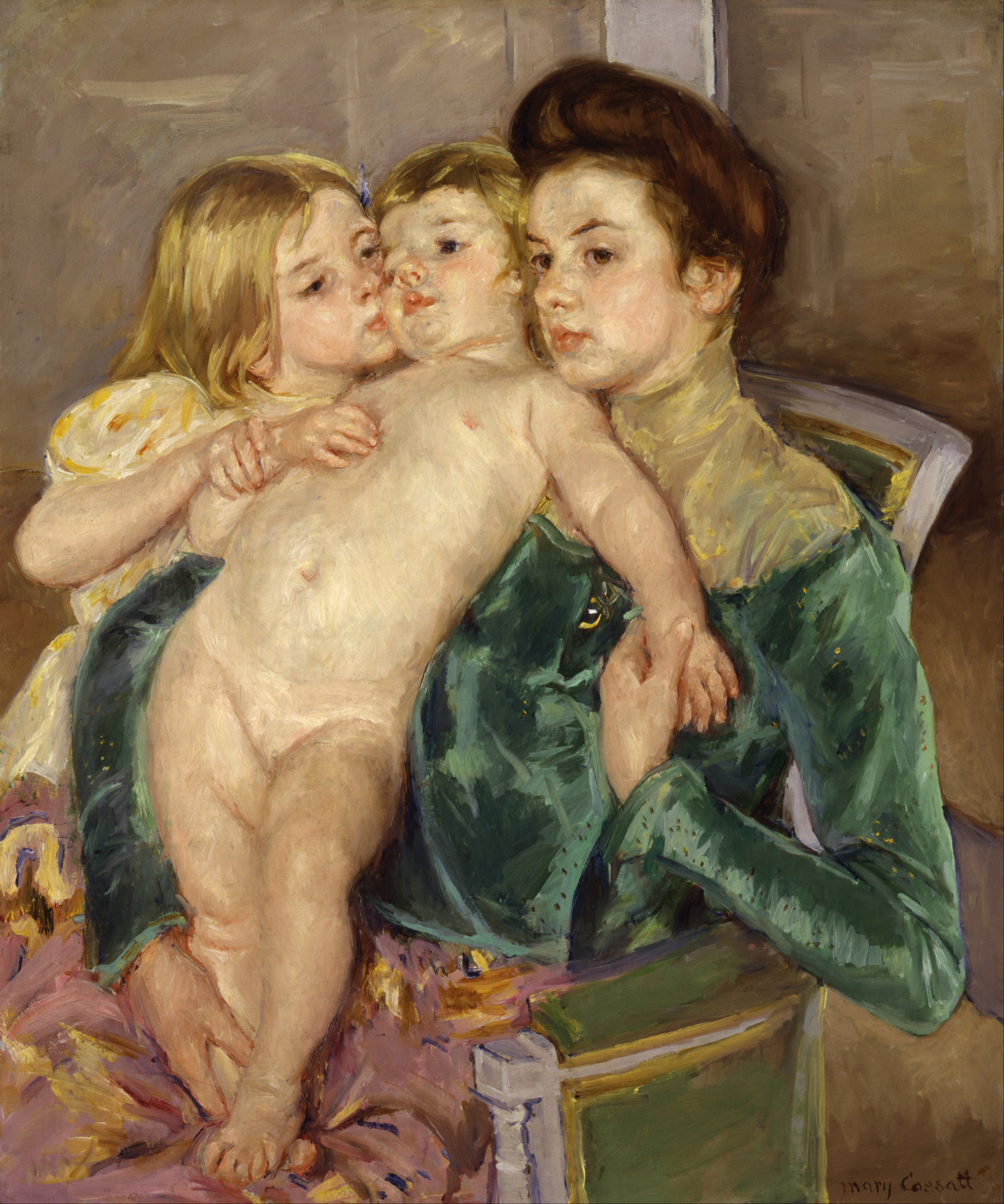
La caricia de Mary Cassatt (1902)

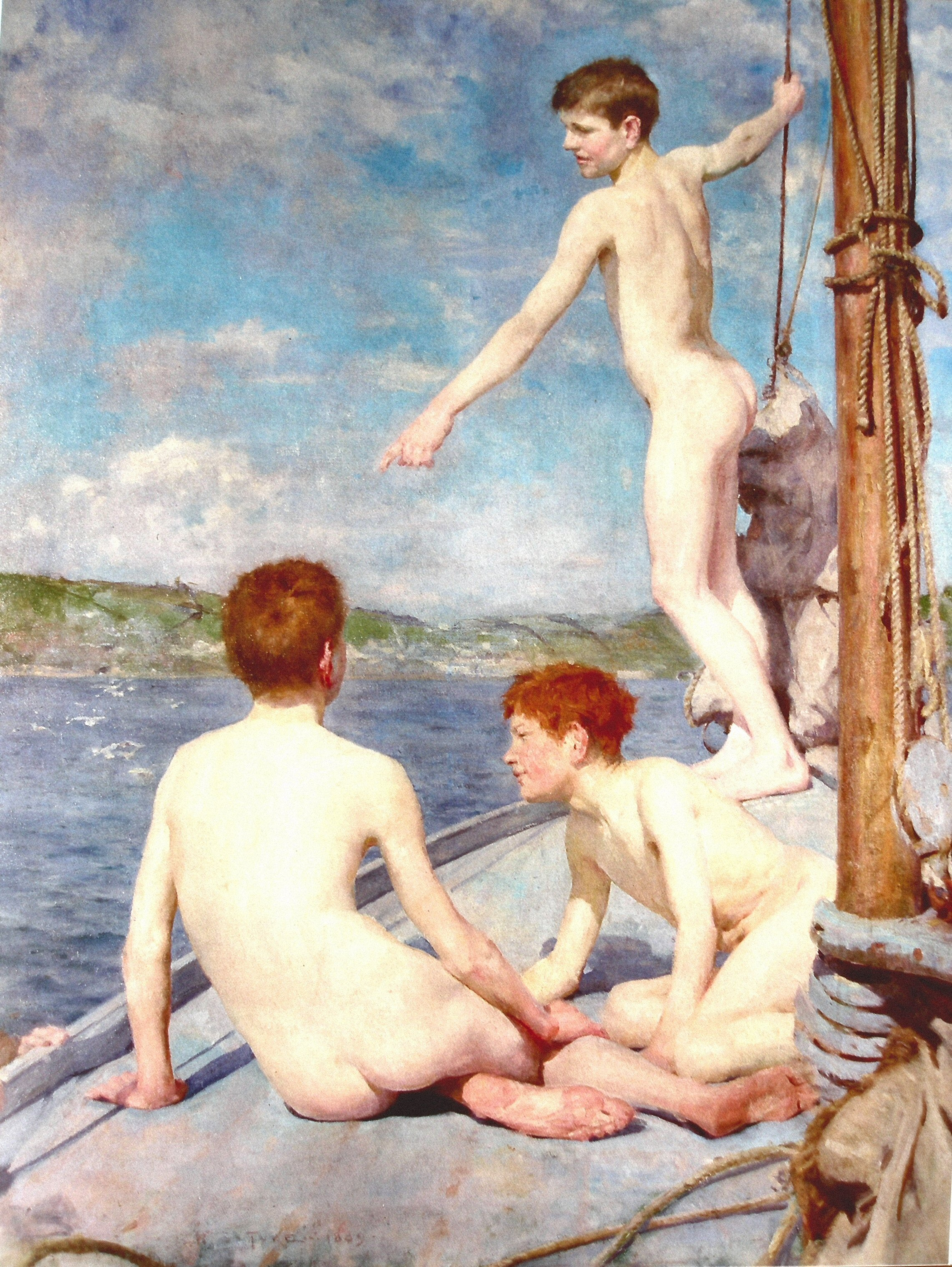
Henry Scott Tuke, Los bañistas (1885)

Durante siglos, la desnudez infantil fue común en las pinturas que representaban historias alegóricas o religiosas. Los pintores modernos han creado imágenes de niños desnudos que representan la vida cotidiana. Algunas esculturas representan figuras de niños desnudos. Uno particularmente famoso es Manneken Pis (1619) en Bruselas, que muestra a un niño desnudo orinando en una fuente pública. Un equivalente femenino es Jeanneke Pis (1985).
Henry Scott Tuke pintó a muchachos jóvenes desnudos que realizaban actividades cotidianas junto al mar, natación, paseos en barco y pesca; sus imágenes no eran abiertamente eróticas, ni solían mostrar sus genitales. Otto Lohmüller fue polémico por sus desnudos de hombres jóvenes, imágenes en las que podían verse sus órganos sexuales. Balthus y William-Adolphe Bouguereau incluyeron chicas desnudas en muchas de sus pinturas. Fotógrafos profesionales como Will McBride, Jock Sturges, Sally Mann, David Hamilton, Jacques Bourboulon, Garo Aida y Bill Henson han realizado fotografías de niños pequeños desnudos para sus publicaciones en libros y revistas y para exhibición pública en galerías de arte. Según algunos, fotografías como estas son aceptables y deberían ser (o permanecer) legales ya que representan la forma desnuda de los niños de una manera artística, cuya imagen se obtuvo con el permiso por escrito de los padres o tutores. Quienes se oponen sugieren que dichas obras deberían estar (o permanecer) prohibidas y representan una forma de pornografía infantil que involucra a sujetos que pueden sufrir daños psicológicos durante o después de su creación.
Sturges y Hamilton fueron investigados luego de la condena pública de su trabajo por parte de activistas cristianos, como Randall Terry. Varios intentos de enjuiciar a Sturges o al librero Barnes & Noble han sido desestimados por los tribunales y el trabajo de Sturges se exhibe en muchos museos, entre ellos el Museo Metropolitano de Arte de Nueva York.
Ha habido incidentes en los que las instantáneas tomadas por los padres de sus bebés o niños pequeños bañándose o desnudos fueron destruidas o entregadas a las fuerzas del orden público como pornografía infantil. Dichos incidentes están relacionados con alegaciones falsas de abuso sexual. La escritora Lynn Powell describió el enjuiciamiento de tales casos en términos de pánico moral en torno al abuso sexual y la pornografía infantil.

### Orientalismo vs. colonialismo

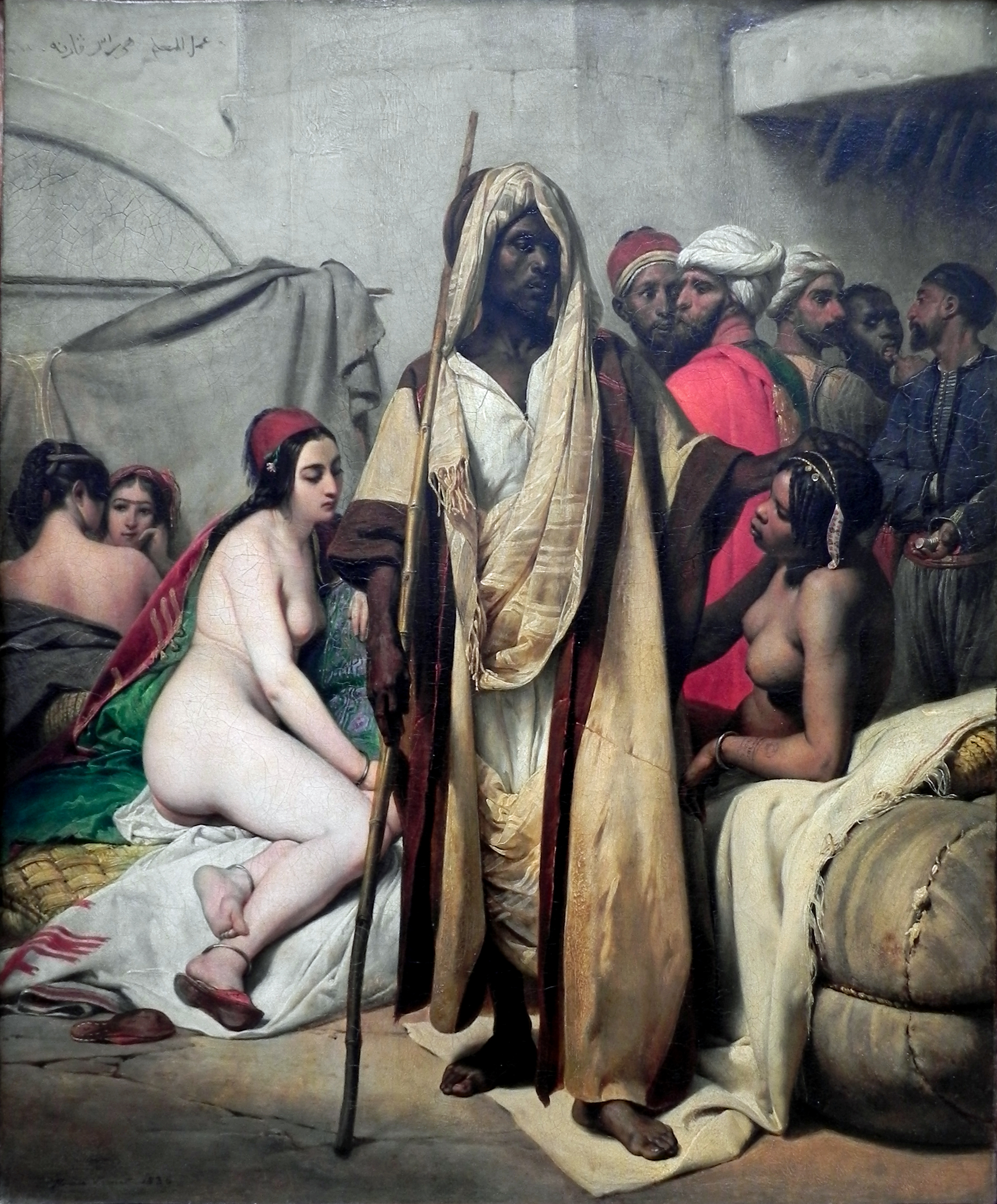
Le Marché d'esclaves (1836), de Horace Vernet. Antigua Galería Nacional de Berlín.

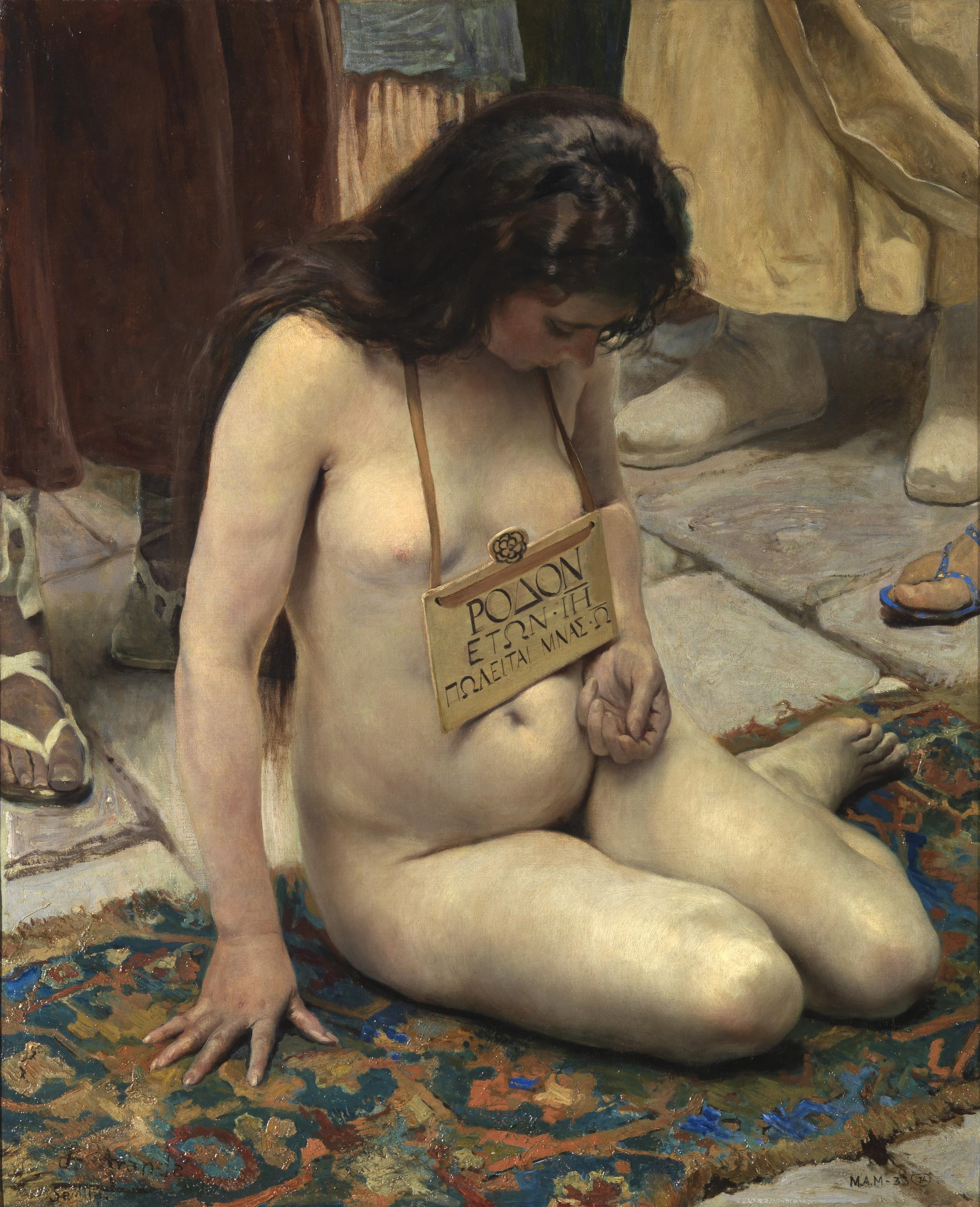
Una esclava en venta (1897), de José Jiménez Aranda. Museo de Málaga.

El baño turco (1862), de Ingres.

En el siglo XIX, el orientalismo representó la visión eurocéntrica de las culturas musulmanas del norte de África y Asia. Entre las representaciones de mujeres musulmanas desnudas se incluyen las denominadas "postales francesas" para distribución popular, que eludieron las sanciones legales al ser incluidas en la categoría de etnografía en lugar de pornografía. En las bellas artes, muchos pintores utilizaron el tropo del harén o de la "esclava" como un contexto aceptable para mostrar mujeres desnudas y semidesnudas. Dentro de esta temática orientalista, a finales del siglo XIX, en España José Jiménez Aranda pintó Una esclava en venta (1897), su obra más conocida. 
El término "orientalismo" es ampliamente utilizado en arte para referirse a las obras de los muchos artistas occidentales del siglo XIX , que se especializaron en temas "orientales", a menudo basándose en sus viajes a Asia Occidental . Los artistas, así como estudiosos ya fueron descritos como "orientalistas" en el siglo XIX, especialmente en Francia, donde el término, con un sentido más despectivo, se popularizó en gran medida por el crítico Jules-Antoine Castagnary. Tal desprecio no impidió que la Société des Peintres Orientalistes ("Sociedad de Pintores orientalistas") se fundara en 1893, con Jean-Léon Gérôme como presidente de honor. La palabra se usa con menos frecuencia como término para los artistas ingleses del siglo XIX. También se argumenta que "orientalismo" se utilizaba para hacer al este parecer "menos temible al Oeste". En efecto, desde el siglo XVIII, "orientalista" ha sido el término tradicional para un estudioso de los temas orientales; sin embargo, el uso en inglés del orientalismo para describir la materia académica de "estudios orientales" es rara; el Diccionario Oxford cita solo un uso, por Lord Byron en 1812. La disciplina académica de los estudios orientales también se puede conocer como "estudios asiáticos". En 1978, el erudito palestino-estadounidense Edward Said publicó su influyente y polémico libro, El Orientalismo, pues quería redefinir la palabra; Said se ocupó principalmente de analizar la literatura en un sentido más amplio, sobre todo literatura francesa. Otros, especialmente Linda Nochlin, han tratado de extender su análisis al arte, con resultados ambiguos. La obra de Said se convirtió en uno de los textos fundacionales del postcolonialismo o los estudios postcoloniales.

### Fotografía del desnudo
Desde sus orígenes, la fotografía se ha utilizado para crear imágenes de desnudos que encajan en cualquier categoría, ya sea artística, informativa o pornográfica. Alfred Cheney Johnston (1885-1971) fue un fotógrafo profesional estadounidense que solía fotografiar a las "coristas" del Ziegfeld Follies.

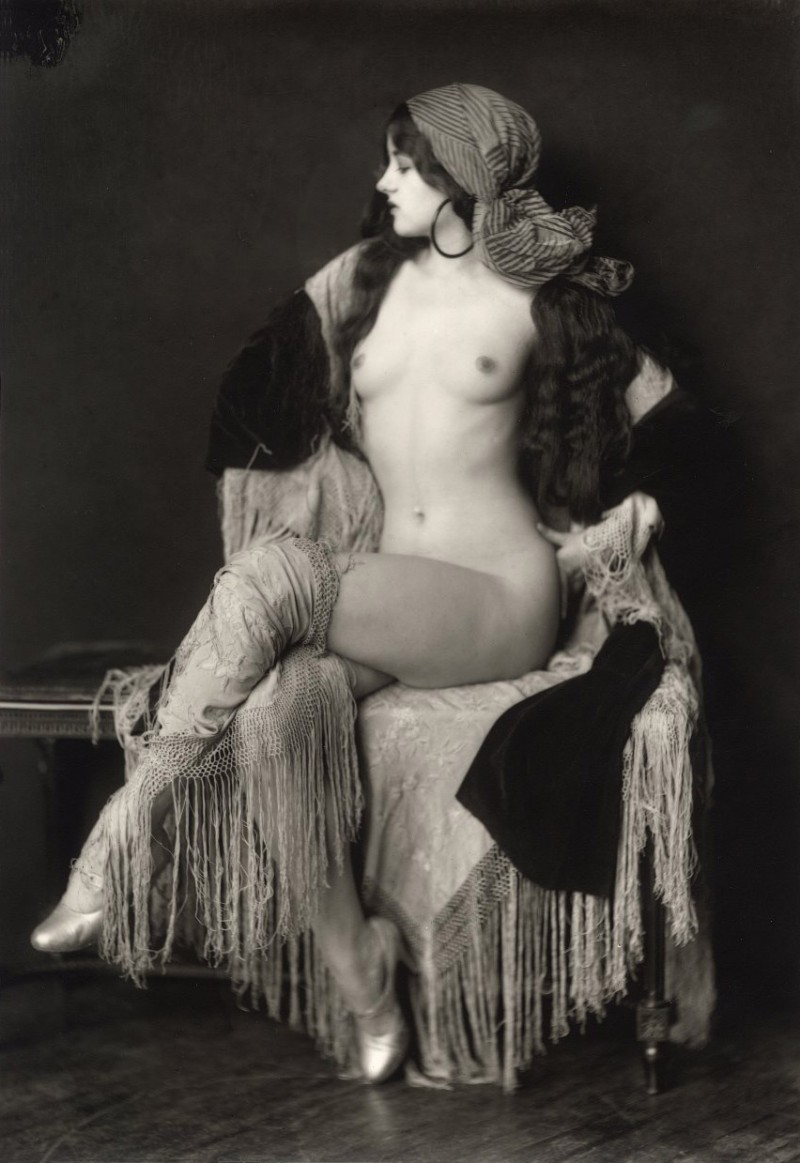
Imagen de Virginia Biddle (1927), de Alfred Cheney Johnston.
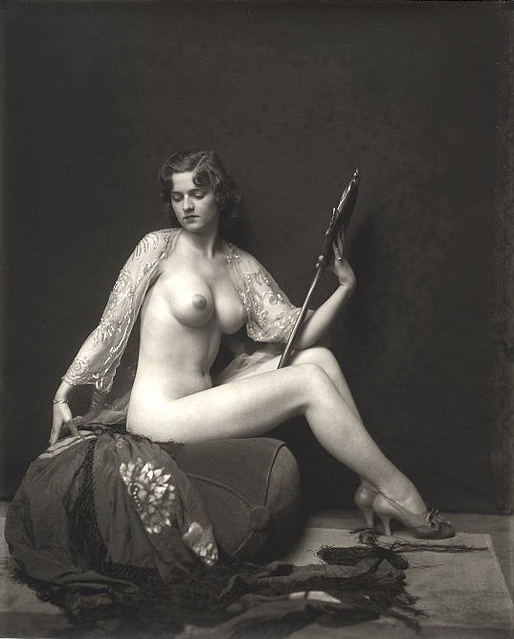
Imagen de Dorothy Flood (1920), corista del Ziegfeld Follies, de Alfred Cheney Johnston.

Los cuerpos masculinos desnudos no se representaban con tanta frecuencia a finales del siglo XIX. Una excepción es la fotografía del primer culturista Eugen Sandow, El ideal griego (1896), que recrea la estatua clásica El galo moribundo. Dos años antes, en 1894, el creador del culturismo había protagonizado un cortometraje con el torso desnudo.

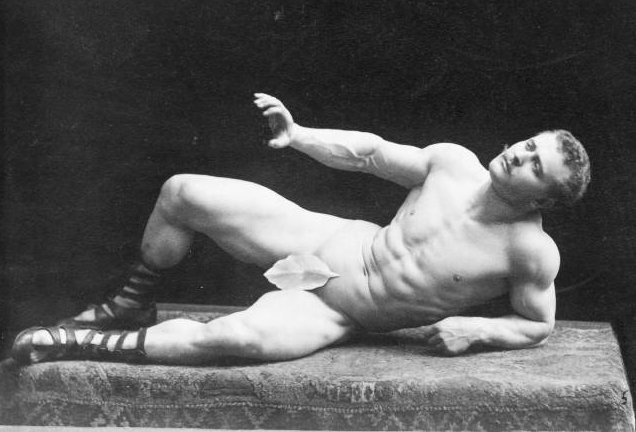
El ideal griego (1894), de Benjamin J. Falk, protagonizada por el culturista Eugen Sandow.
- Cortometraje de 1894 que muestra a Eugen Sandow como un moderno Hércules.

## Cultura popular

### Definiciones
La representación de mujeres desnudas ha sido criticada por grupos y organizaciones feministas como inherentemente voyeuristas debido a su proximidad al morbo de la mirada masculina.  Aunque no específicamente contra la desnudez, el grupo feminista Guerrilla Girls denuncia la prevalencia de mujeres desnudas en las paredes de los museos, ante la escasez de mujeres artistas. Sin la relativa libertad de las bellas artes, la desnudez en la cultura popular a menudo implica hacer finas distinciones entre los tipos de representaciones. La forma más extrema es la desnudez frontal completa, refiriéndose al hecho de que el actor o modelo se presenta de frente y con los genitales expuestos. Con frecuencia, las imágenes de personas desnudas no llegan tan lejos. En cambio, se componen deliberadamente y las películas se editan, de modo que, en particular, no se ven los genitales, como si la cámara no los viera por casualidad. Esto a veces se llama "desnudez implícita" en oposición a "desnudez explícita". Es en la cultura popular donde una imagen en particular puede dar lugar a disputas de clasificación.

### Publicidad
En los medios de comunicación modernos, las imágenes de desnudez parcial y total se utiliza en la publicidad para llamar la atención del espectador. En el caso de modelos atractivos esta atención se debe al placer visual que brindan las imágenes; en otros casos se debe a la relativa rareza de tales imágenes. El uso de la desnudez en la publicidad tiende a controlarse cuidadosamente para evitar la impresión de que una empresa cuyo producto se anuncia es indecente o vulgar. También existen límites (muchas veces autoimpuestos) sobre lo que se permite y lo que no en los medios publicitarios, como las revistas. El éxito de la publicidad sexualmente provocativa se afirma en la perogrullada "el sexo vende". Sin embargo, las respuestas a la desnudez en los anuncios estadounidenses han sido más variadas; la desnudez en los anuncios de Calvin Klein, Benetton y Abercrombie & Fitch, por ejemplo, ha provocado respuestas tanto negativas como positivas.
Un ejemplo de anuncio que presenta la desnudez frontal completa masculina es el de la fragancia M7. Muchas revistas se negaron a publicar el anuncio, por lo que también hubo una versión light, con una fotografía menos expresiva del mismo modelo.

### Portadas de revistas
En la década de 1990 la actriz Demi Moore protagonizó varias portadas de revistas como Vanity Fair: Demi's Birthday Suit and More Demi Moore. Ejemplos famosos de portadas fueron:
- Janet Jackson (Rolling Stone, 1993)
- Jennifer Aniston (Rolling Stone, 1996; GQ, enero 2009)
- The Dixie Chicks (Entertainment Weekly, mayo 2003)
- Scarlett Johansson y Keira Knightley (Vanity Fair, marzo 2006)
- Serena Williams (ESPN The Magazine's Body issue, 2009)
- Alexander Skarsgård, Anna Paquin y Stephen Moyer (Rolling Stone, septiembre 2010)
- Kim Kardashian (W, noviembre 2010)
- Lake Bell (New York Magazine, agosto 2013)
- Miley Cyrus (Rolling Stone, octubre 2013)

### Cómic y novela gráfica
En 1998, dos caricaturistas franceses, Regis Loisel y Philippe Sternis, crearon la novela gráfica Pyrénée, en la que el desnudo ocupa un lugar importante.

### Discos y grupos musicales
La desnudez se presenta ocasionalmente en otros medios, a menudo con controversia. Por ejemplo, las portadas de álbumes de música de artistas como Jimi Hendrix, John Lennon y Yoko Ono, Nirvana, Blind Faith, Scorpions, Jane's Addiction y Santana contienen desnudos. Varios músicos de rock se han presentado desnudos en el escenario, incluidos miembros de Jane's Addiction, Rage Against the Machine, Green Day, Black Sabbath, Stone Temple Pilots, The Jesus Lizard, Blind Melon, Red Hot Chili Peppers, blink-182, Naked Raygun o Queens.
La provocativa foto de una niña preadolescente desnuda en la portada original del álbum Virgin Killer de los Scorpions también generó controversia.

## Representaciones eróticas
Las imágenes sexualmente explícitas, distintas de las que tienen un propósito científico o educativo, generalmente se clasifican como arte erótico o pornografía, pero a veces pueden ser ambas. Pintores japoneses como Hokusai y Utamaro, además de sus temas habituales, también ejecutaron representaciones eróticas. Tales pinturas se llamaban shunga (literalmente, "primavera"). Sirvieron como guía sexual para las parejas de recién casados de Japón en general, y los hijos e hijas de familias prósperas recibieron imágenes elaboradas como regalo el día de su boda. La mayoría de los shunga son un tipo de ukiyo-e, generalmente ejecutados en formato de grabado en madera. Era tradicional obsequiar a una novia con ukiyo-e representando escenas eróticas del cuento de Genji.
En efecto, los shunga fueron protagonizados por hombres y mujeres de todas las clases. Las supersticiones y costumbres que rodean al shunga así lo sugieren; del mismo modo que se consideraba un amuleto de la suerte contra la muerte para un samurái llevar un shunga, se consideraba una protección contra el fuego en los almacenes comerciales y el hogar. Los samuráis, los chonin y las amas de casa poseían shungas. Los tres de estos grupos se someterían a la separación del sexo opuesto; los samuráis vivían en campamentos durante meses seguidos, y la separación conyugal era el resultado del sistema sankin-kōtai y la necesidad de los comerciantes de viajar para obtener y vender bienes. Los registros de mujeres que adquieren shungas de los prestamistas muestran que eran consumidoras de él.

Los templos de Khajuraho, construidos entre los siglo X y XII, contienen arte erótico en las paredes externas del templo. Algunos de los santuarios tienen estatuillas eróticas tanto en la parte exterior como en las paredes interiores. Una pequeña cantidad de las tallas contienen temas sexuales y aparentemente no representan deidades, sino actividades sexuales entre individuos humanos. El resto representa la vida cotidiana. Estas tallas son posiblemente prácticas sexuales tántricas.
James McConnachie presenta otra perspectiva de estas tallas en su Historia del Kamasutra. McConnachie describe el sabroso 10% de las esculturas de Khajuraho como "el apogeo del arte erótico":

Ninfas retorcidas, de caderas anchas y pechos altos muestran sus cuerpos generosamente contorneados y enjoyados en paneles de paredes exteriores exquisitamente trabajados. Estas apsaras carnosas corren desenfrenadas por la superficie de la piedra, se maquillan, se lavan el cabello, juegan, bailan y anudan y desanudan sus fajas sin cesar... Junto a las ninfas celestiales hay filas apretadas de grifos, deidades guardianas y, más notoriamente, maithunas o parejas que hacen el amor extravagantemente entrelazadas.
James McConnachie, Historia del Kamasutra

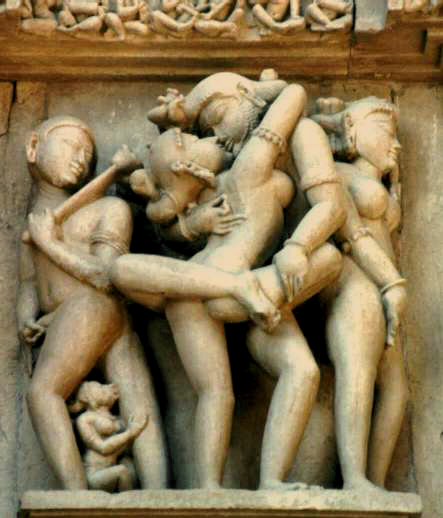
Figuras eróticas de Khajuraho (Madhya Pradesh, India, siglo XII).
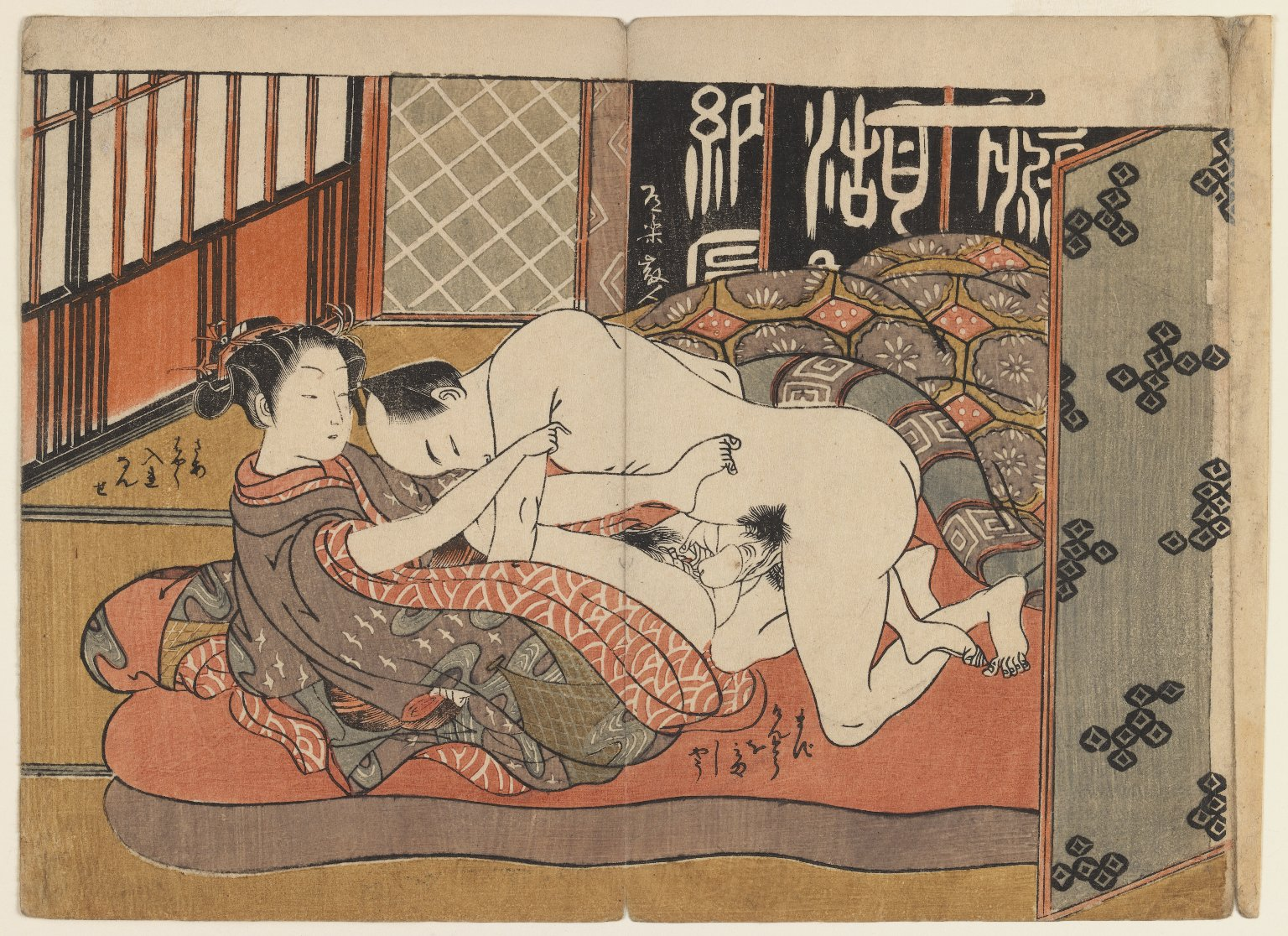
Shunga de Isoda Koryūsai (Japón, siglo XVIII).
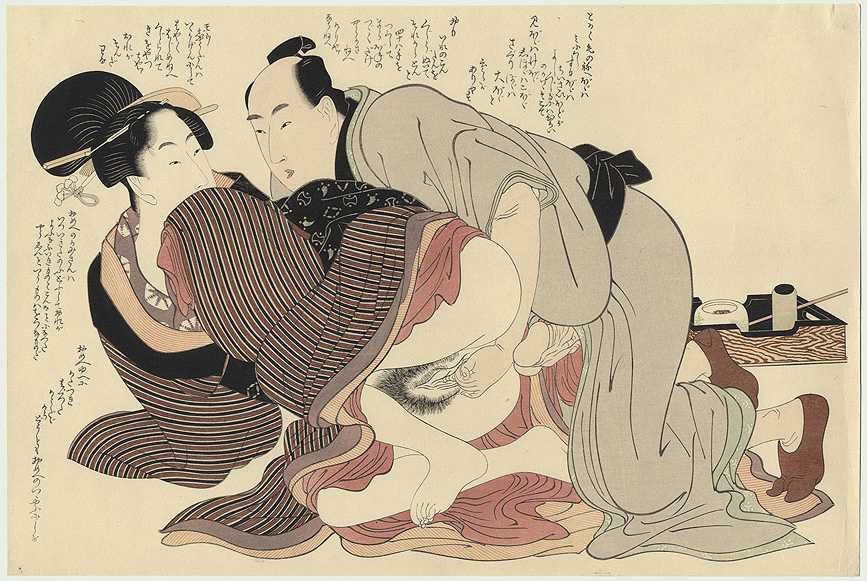
Un shunga de Utamaro (Japón, siglo XIX).
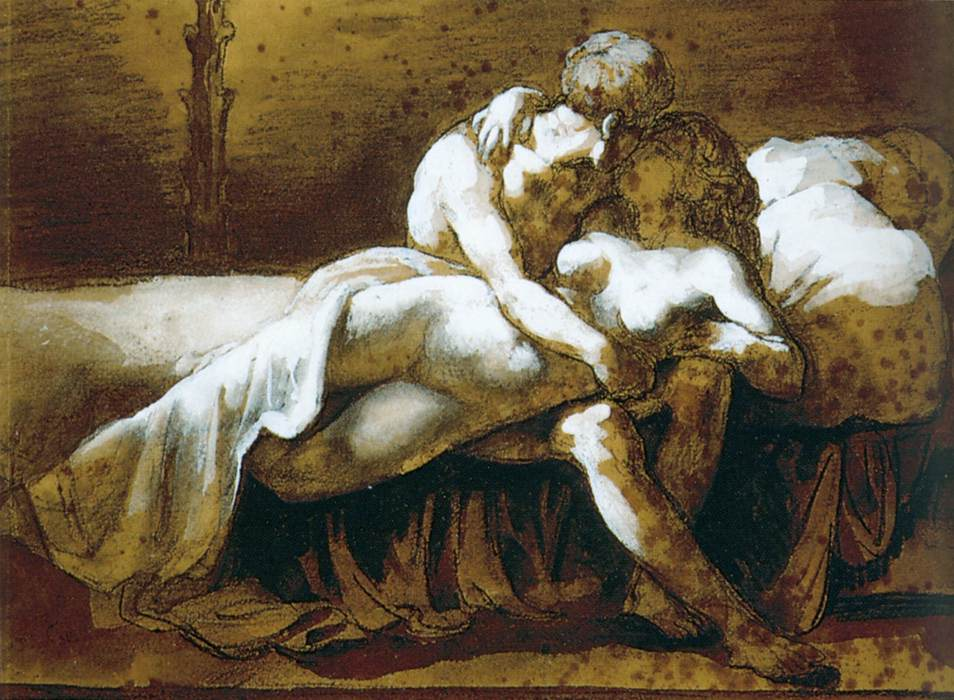
El beso, de Théodore Géricault (1791 –1824).

### Pornografía
La representación erótica llamada pornografía se sitúa fuera del arte y de la información y suele estar reprimida por la ley, especialmente para menores de edad. La pornografía de define como la representación de la sexualidad explícita entre dos o más personas o incluso en una sola persona que se exhibe o masturba en público. En efecto, el término pornografía o porno (en su forma abreviada) hace referencia a todo aquel material que representa actos sexuales o actos eróticos con el fin de provocar la excitación sexual del receptor. Desde la década de 1970, el cine pornográfico se ha desarrollado hasta convertirse en el género erótico más típico. A veces «pornografía» se entiende como «cine pornográfico», aunque en absoluto han desaparecido la literatura y el arte eróticos (véase historia de las representaciones eróticas).

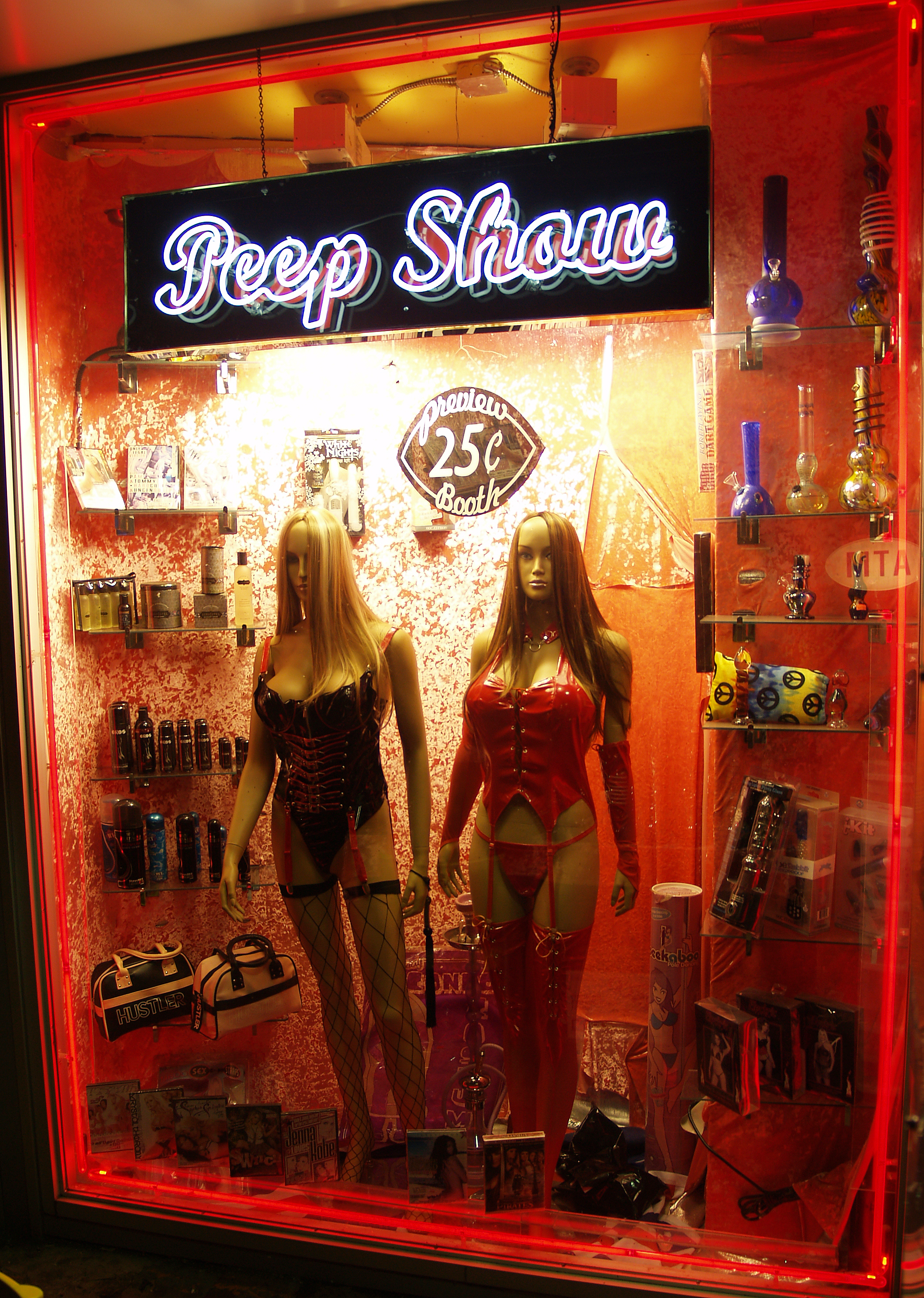
Espectáculo pornográfico anunciado a la entrada de una sex shop.
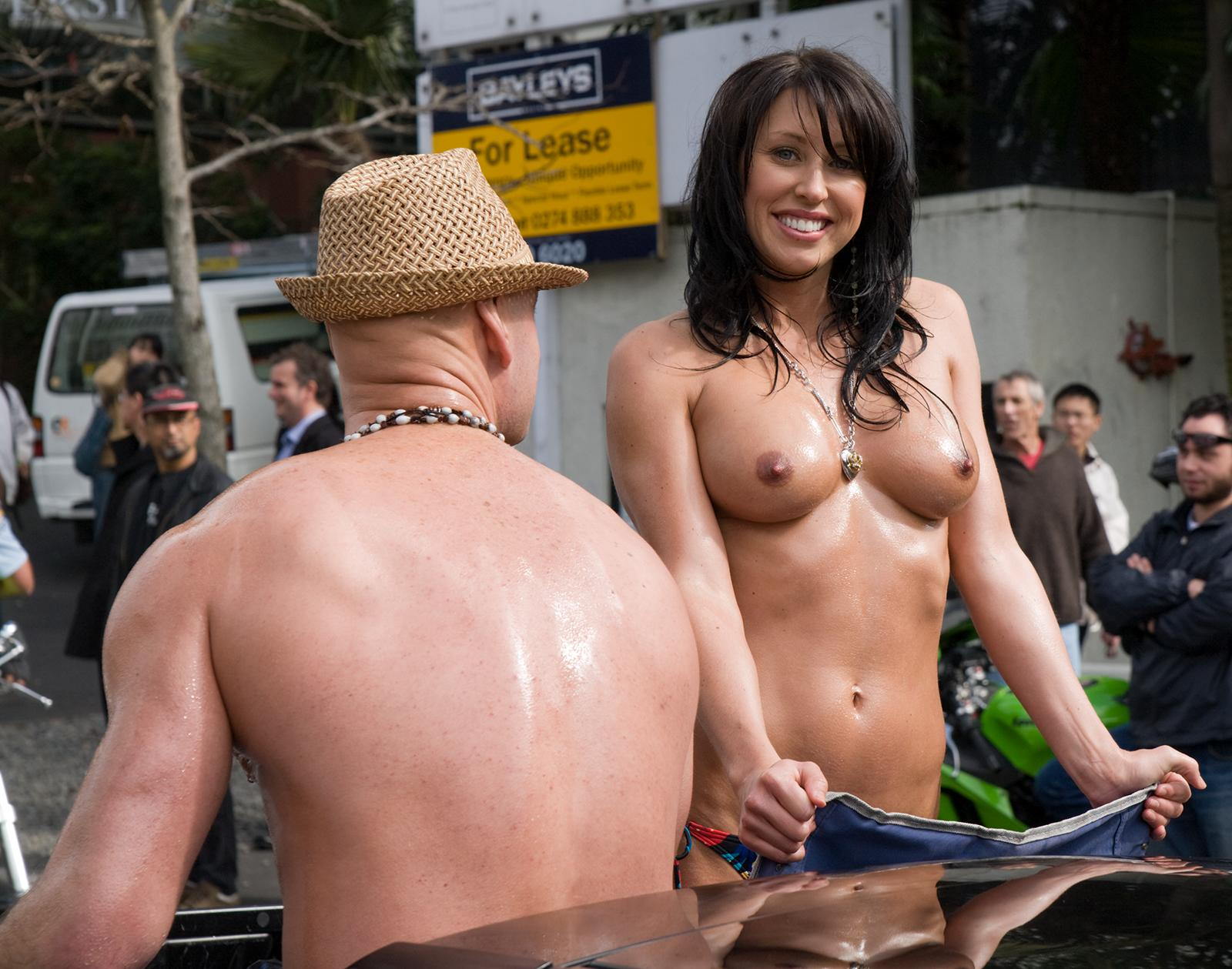
La actriz porno Lisa Lewis en toples pasea en bicicleta por Queen Street (Auckland, Nueva Zelanda, 2008).

## Informativo

La placa de la Pioneer

### Educativo
En el arte, un boceto es un estudio previo a la realización de un dibujo o una pintura realizado por el artista. Es decir, es un dibujo a mano alzada ejecutado rápidamente y que generalmente no pretende ser un trabajo definitivo o terminado, sino más bien un auxiliar para el trabajo que se va a ejecutar. El boceto es generalmente una parte prescrita de los estudios de los estudiantes de arte, que necesitan desarrollar su capacidad para registrar rápidamente impresiones a través del boceto, a partir de un modelo vivo. El boceto puede servir para varios propósitos: puede registrar algo que el artista ve, puede registrar o desarrollar una idea para su uso posterior o puede usarse como una forma rápida de plasmar gráficamente una imagen, idea o principio. Un boceto por lo general implica un trabajo rápido y vagamente dibujado, mientras que los términos relacionados como estudio y "dibujo preparatorio" generalmente se refieren a dibujos más terminados que se utilizarán para un trabajo final. La mayoría de los artistas visuales utilizan, en mayor o menor medida, el boceto como método de registro o elaboración de ideas. Los cuadernos de bocetos de algunos artistas individuales se han vuelto muy conocidos, como es el caso de Leonardo da Vinci, Miguel Ángel y Edgar Degas, que se han convertido en objetos de arte por derecho propio, con muchas páginas que muestran estudios terminados y bocetos. En efecto, los bocetos y estudios de pintura y dibujo (dibujo del natural o anatomía) formaron parte de la formación del artista. Los artistas utilizaban los bocetos y estudios para comprender los problemas involucrados en la ejecución de los temas de los artistas y la disposición de los elementos del trabajo del artista, como el cuerpo humano representado usando luz, color, forma, perspectiva y composición. Los bocetos y estudios se remontan al Renacimiento italiano, como por ejemplo los bocetos de Leonardo da Vinci y Miguel Ángel. Los estudios anatómicos del cuerpo humano también fueron realizados por médicos o estudiosos de la anatomía. Los estudios anatómicos del médico Andreas Vesalius titulados De humani corporis fabrica (Sobre la estructura del cuerpo humano), publicado en 1543, fue un trabajo pionero de la anatomía humana ilustrado por el alumno de Tiziano Jan Stephen van Calcar.
 Vesalius enfatizó la prioridad de la disección y lo que se ha dado en llamar la visión "anatómica" del cuerpo, representando el funcionamiento interno del cuerpo humano como una estructura repleta de órganos dispuestos en un espacio tridimensional. En este trabajo, Vesalius también se convierte en la primera persona en describir la ventilación mecánica. Es en gran parte este logro lo que ha resultado en que Vesalius se incorpore a las armas y el escudo del Colegio de Anestesistas de Australia y Nueva Zelanda.

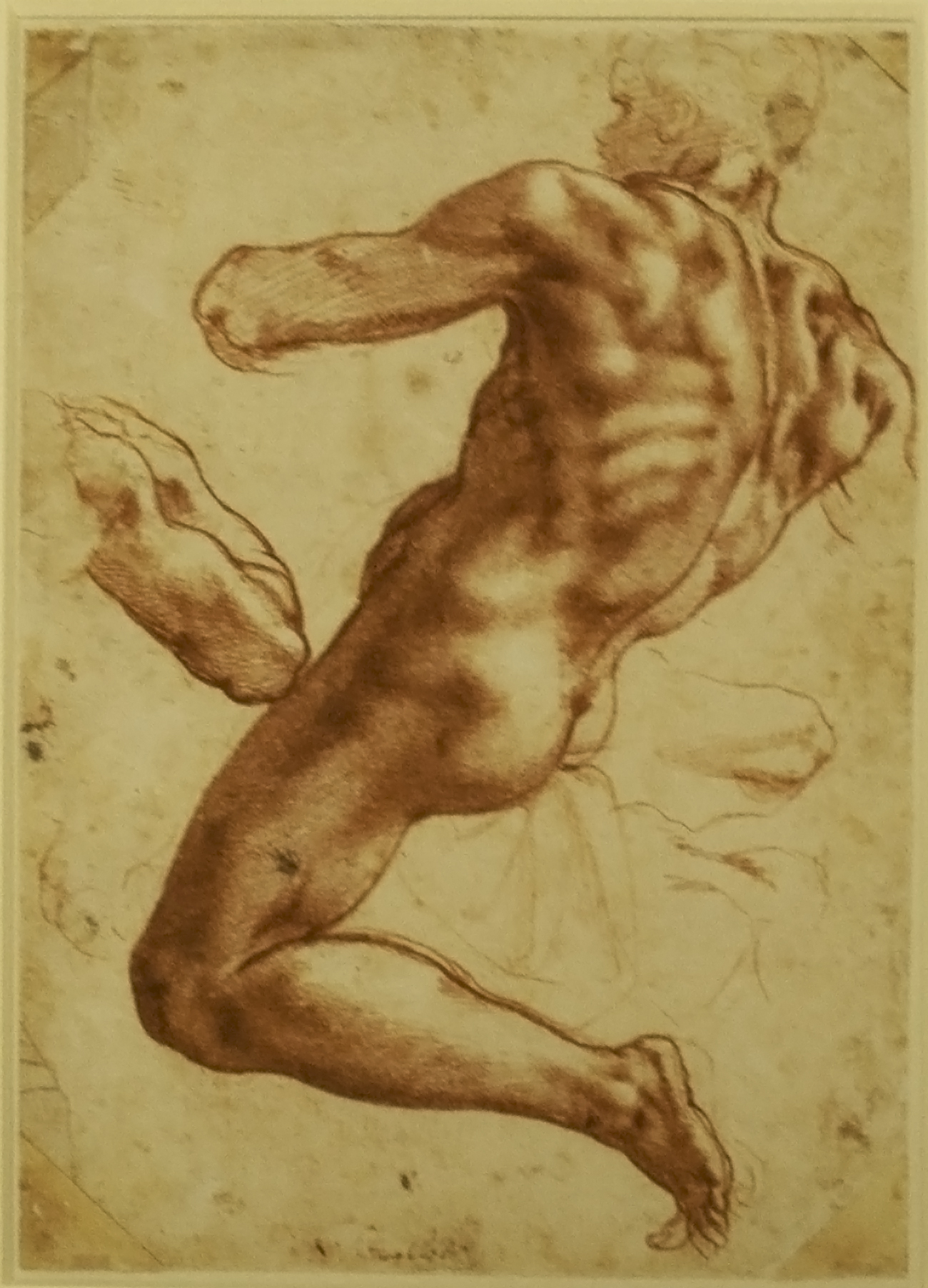
Estudio del hombre desnudo, de Miguel Ángel
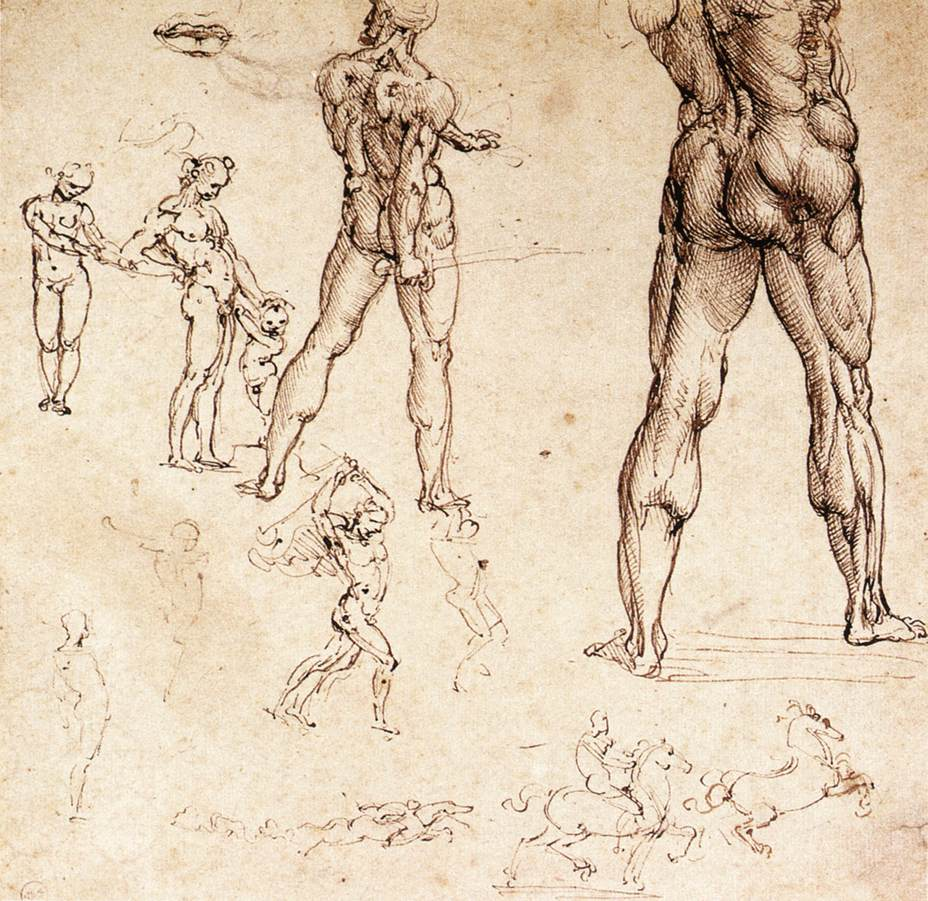
Estudio de anatomía masculina, de Leonardo da Vinci.
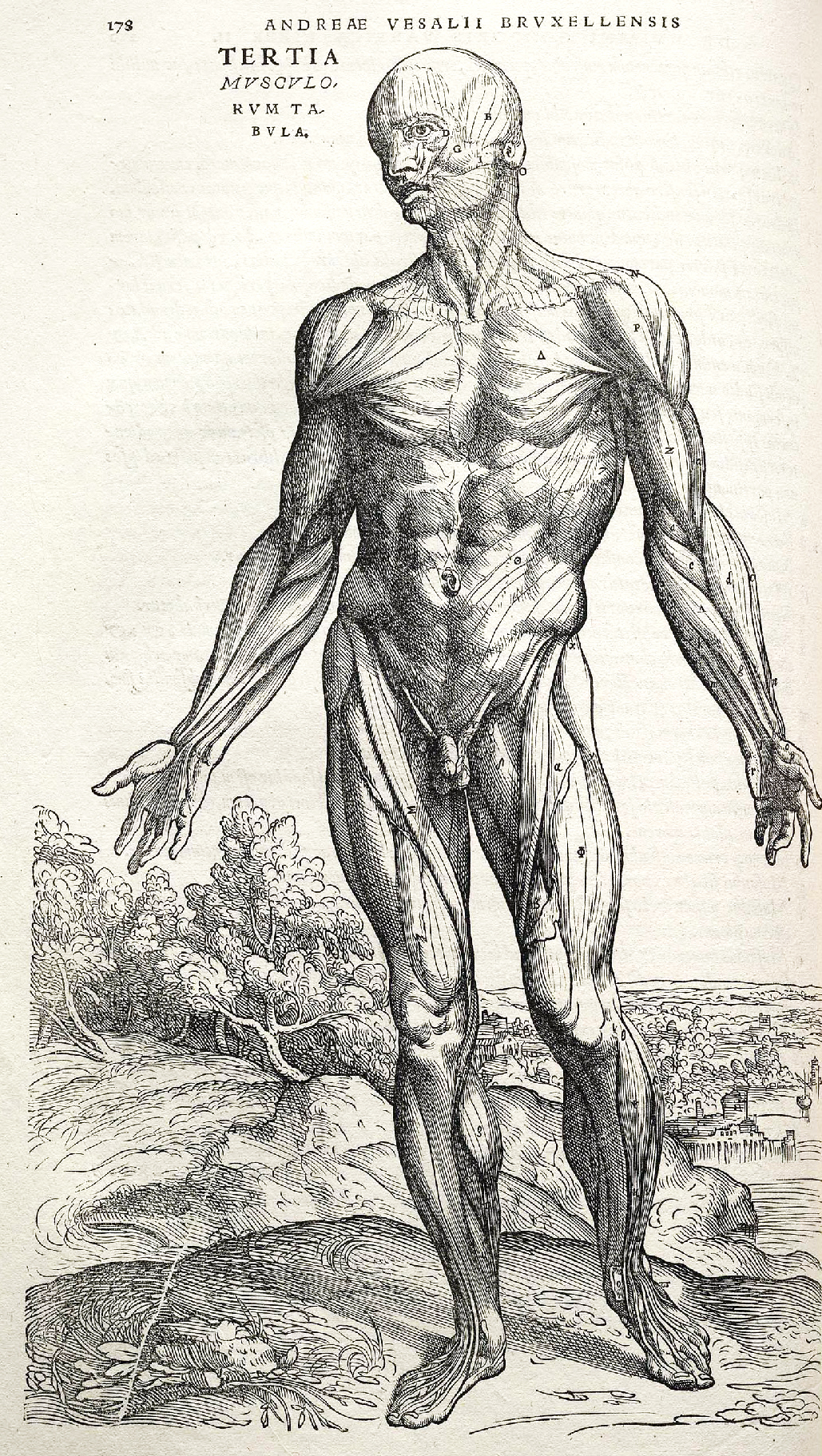
De humani corporis fabrica, de Andreas Vesalius.
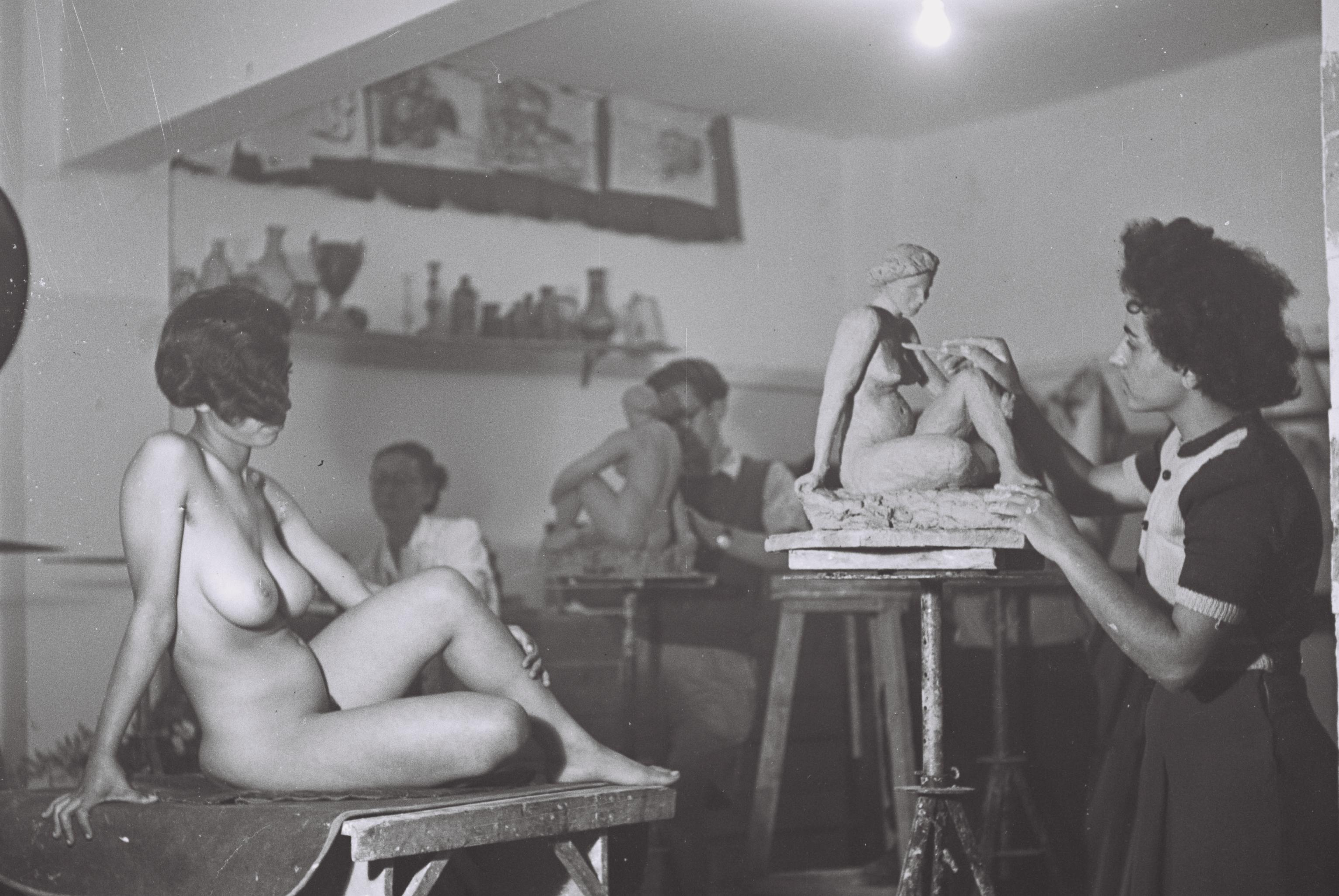
Jóvenes artistas estudiando escultura en Tel Aviv, 1946.
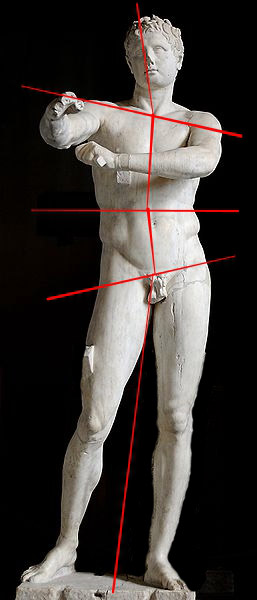
Contrapposto, de Pio Clementino.

### Educación sexual
Las representaciones de desnudos, a veces sexualmente explícitos, suelen utilizarse en el contexto de la educación sexual, según corresponda a la edad de los estudiantes.

### Fotografía etnográfica

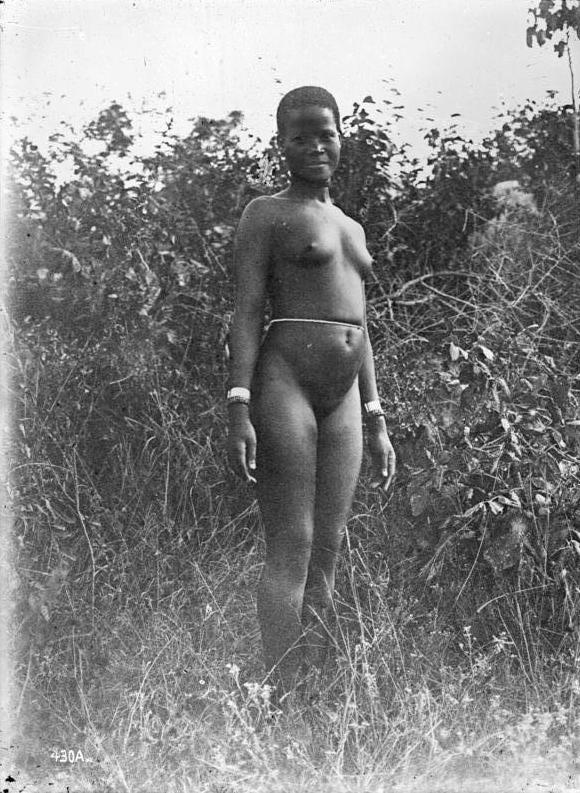
Mujer joven desnuda en la región africana de los Grandes Lagos, entre 1906 y 1918.

Lo que generalmente se denomina como "desnudos etnográficos" han aparecido tanto en trabajos de investigación sobre etnografía y antropología, como en documentales comerciales o incluso en la acreditada revista estadounidense National Geographic. En algunos casos, los medios de comunicación pueden mostrar desnudos en un escenario "natural" o espontáneo ya sea en programas de noticias o documentales, mientras borran o censuran la desnudez en una obra dramática, por ejemplo. El enfoque etnográfico proporcionó un marco excepcional para que los fotógrafos retrataran a personas cuya desnudez era, o sigue siendo, aceptable dentro de las costumbres, o dentro de ciertos escenarios específicos, de su cultura tradicional.
Los detractores del desnudo etnográfico a menudo lo descartan como una mera mirada colonial preservada bajo la apariencia de documentación científica. Sin embargo, las obras de algunos pintores y fotógrafos etnográficos, como Herb Ritts, David LaChappelle, Bruce Weber, Irving Penn, Casimir Zagourski, Hugo Bernatzik y Leni Riefenstahl, han sido aclamadas en todo el mundo por preservar un registro de las costumbres de lo que se percibe como "paraísos" amenazados por el embate de la modernidad.